# Helveticosaurus zollingeri
L'elveticosauro (Helveticosaurus zollingeri) è un rettile estinto, dalla posizione sistematica incerta. Visse nel Triassico medio (Anisico/Ladinico, circa 240 milioni di anni fa). I suoi resti sono stati ritrovati in Svizzera.

## Descrizione
Questo animale era lungo circa due metri e aveva un aspetto piuttosto insolito. Il cranio era corto e alto (fatto strano per un rettile che si presume fosse semiacquatico). I denti erano eccezionalmente lunghi, leggermente ricurvi e conici; quando la bocca era chiusa, i denti superiori sporgevano dalla mascella. La mandibola era molto spessa e robusta. Il collo era allungato e piuttosto forte.
La coda è imperfettamente conosciuta, ma sembra che fosse alta e appiattita lateralmente. Le zampe anteriori erano più robuste e forti di quelle posteriori, e il cinto pelvico era poco ossificato.

## Classificazione
L'elveticosauro è considerato un rettile diapside dalle affinità incerta: molte caratteristiche, tra cui l'alto cranio, non assomigliano a quelle di nessun altro rettile noto. Gli unici esemplari conosciuti provengono dal versante svizzero della formazione di Besano / Monte San Giorgio. 

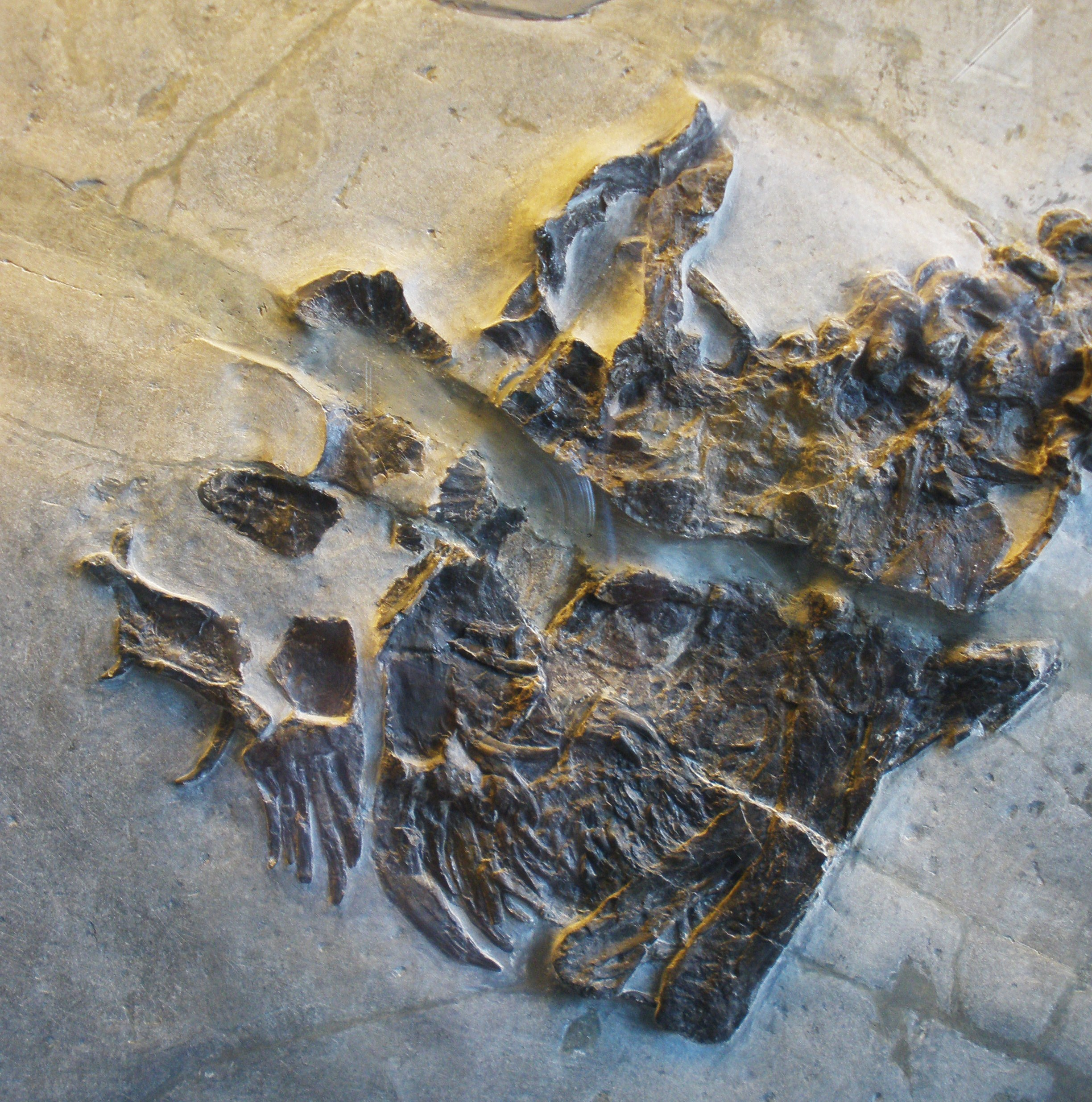
Cranio di Helveticosaurus.

All'epoca della sua descrizione e denominazione, nel 1955, venne interpretato come un primitivo rappresentante dei placodonti, ma nei più recenti studi (Rieppel, 1989) questo rettile è stato posto in una famiglia a sé stante (Helveticosauridae), forse imparentata con i saurotterigi. Un animale forse imparentato è Eusaurosphargis, vissuto nello stesso luogo.

## Stile di vita
Lo scheletro dell'elveticosauro mostra netti adattamenti alla vita acquatica, come la coda piatta e la parziale ossificazione dello scheletro. La morfologia degli arti e dei cinti indicano che questo animale possedeva un modo di locomozione terrestre simile a quello delle otarie attuali. Probabilmente in acqua l'elveticosauro si muoveva grazie a ondulazioni della parte posteriore del corpo e della coda, e le zampe anteriori aiutavano nel movimento.

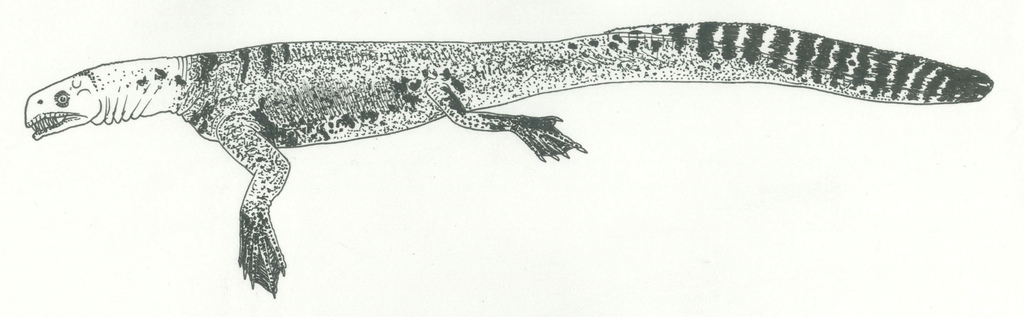
Ricostruzione di Helveticosaurus zollingeri effettuata da Darren Naish

I lunghi denti appuntiti caniniformi fanno supporre che questo animale fosse un predatore vorace. Diversamente dalla maggior parte degli altri rettili marini che hanno sviluppato un cranio allungato e affusolato, la testa dell'Helveticosaurus era robusta e squadrata, ma non è noto quale influenza questo avesse sulla sua alimentazione.